# Lista de vereadores de Olímpia
Esta é a lista de vereadores de Olímpia, município brasileiro do estado de São Paulo.
A Câmara Municipal de Olímpia é o órgão legislativo do município de Olímpia, no estado de São Paulo. É formada por dez cadeiras, quando, por determinação do TSE, os municípios passaram a ter um número de vereadores equivalente à sua população.

## 17ª Legislatura (2017–2020)
Estes são os vereadores eleitos nas eleições de 2 de outubro de 2016:
| Mesa Diretora (2019-2020)               |                       |                        |                           |
| Nome                                    | Início do mandato     | Fim do mandato         | Cargo                     |
| Antônio Delomodarme (AVANTE)            | 1º de janeiro de 2019 | 31 de dezembro de 2020 | Presidente da Câmara      |
| Marco Antônio Parolim de Carvalho (PPS) | 1º de janeiro de 2019 | 31 de dezembro de 2020 | Vice-presidente da Câmara |
| Luiz Gustavo Pimenta (PSDB)             | 1º de janeiro de 2019 | 31 de dezembro de 2020 | 1º Secretário             |
| Luiz Antônio Ribeiro (DEM)              | 1º de janeiro de 2019 | 31 de dezembro de 2020 | 2º Secretário             |

| Mesa Diretora (2017-2018)   |                       |                        |                           |
| Nome                        | Início do mandato     | Fim do mandato         | Cargo                     |
| Luiz Gustavo Pimenta (PSDB) | 1º de janeiro de 2017 | 31 de dezembro de 2018 | Presidente da Câmara      |
| Selim Jamil Murad (PTB)     | 1º de janeiro de 2017 | 31 de dezembro de 2018 | Vice-presidente da Câmara |
| José Elias de Morais (PR)   | 1º de janeiro de 2017 | 31 de dezembro de 2018 | 1º Secretário             |
| Hélio Lisse Júnior (PSD)    | 1º de janeiro de 2017 | 31 de dezembro de 2018 | 2º Secretário             |

|    | Nome                                                                  | Partido                                            | Votos | %    | Observações |
| -- | --------------------------------------------------------------------- | -------------------------------------------------- | ----- | ---- | ----------- |
| 1  | Luiz Gustavo Pimenta (Olímpia, 24.04.1970–)                           | Partido da Social Democracia Brasileira (PSDB)     | 1.419 | 4,95 | 1º mandato  |
| 2  | José Elias de Morais, Zé das Pedras (Olímpia, 06.06.1961–)            | Partido da República (Brasil) (PR)                 | 1.303 | 4,54 | 4º mandato  |
| 3  | Luiz Antônio Ribeiro, Luiz do Ovo (Olímpia, 28.09.1970–)              | Democratas (Brasil) (DEM)                          | 957   | 3,34 | 2º mandato  |
| 4  | Fernando Roberto da Silva, Fernandinho (Olímpia, 28.05.1982–)         | Partido Social Democrático (PSD)                   | 951   | 3,31 | 1º mandato  |
| 5  | Antônio Delomodarme, Niquinha (Olímpia, 18.07.1954–)                  | Partido Trabalhista do Brasil (PT do B)            | 894   | 3,12 | 2º mandato  |
| 6  | Izabel Cristina Reale Thereza (São Paulo, 04.10.1959–)                | Partido da República (Brasil) (PR)                 | 874   | 3,05 | 2º mandato  |
| 7  | Flávio Augusto Olmos (São José do Rio Preto, 22.03.1982–)             | Democratas (Brasil) (DEM)                          | 838   | 2,92 | 1º mandato  |
| 8  | Selim Jamil Murad, Dr. Selim (São Paulo, 21.11.1954–)                 | Partido Trabalhista Brasileiro (PTB)               | 836   | 2,91 | 1º mandato  |
| —  | Marco Antônio Parolim de Carvalho, Marcão Coca (Olímpia, 05.10.1956–) | Partido Popular Socialista (PPS)                   | 831   | 2,90 | 3º mandato  |
| 9  | Luiz Antônio Moreira Salata (Olímpia, 25.10.1953–)                    | Partido Progressista (PP)                          | 682   | 2,38 | 6º mandato  |
| —  | João Batista Dias Magalhães (Olímpia, 25.09.1954–)                    | Partido do Movimento Democrático Brasileiro (PMDB) | 640   | 2,23 | 5º mandato  |
| —  | Tarcísio Cândido de Aguiar, Sargento Tarcísio (Olímpia, 19.09.1979–)  | Partido Republicano Progressista (PRP)             | 604   | 2,11 | 1º mandato  |
| 10 | Hélio Lisse Júnior (Olímpia, 15.09.1961–)                             | Partido Social Democrático (PSD)                   | 591   | 2,06 | 1º mandato  |

## 16ª Legislatura (2013–2016)
Estes são os vereadores eleitos nas eleições de 7 de outubro de 2012:
| Mesa Diretora (2013-2014)               |                       |                        |                           |
| Nome                                    | Início do mandato     | Fim do mandato         | Cargo                     |
| Humberto José Puttini (PTB)             | 1º de janeiro de 2013 | 31 de dezembro de 2014 | Presidente da Câmara      |
| Marco Antônio Parolim de Carvalho (PPS) | 1º de janeiro de 2013 | 31 de dezembro de 2014 | Vice-presidente da Câmara |
| Paulo Roberto Poleselli de Souza (PR)   | 1º de janeiro de 2013 | 31 de dezembro de 2014 | 1º Secretário             |
| Leonardo Simões (PDT)                   | 1º de janeiro de 2013 | 31 de dezembro de 2014 | 2º Secretário             |

|    | Nome                                                                         | Partido                                        | Votos | %    | Observações |
| -- | ---------------------------------------------------------------------------- | ---------------------------------------------- | ----- | ---- | ----------- |
| 1  | Humberto José Puttini, Beto Puttini (2013-2014) (Olímpia, 13.09.1974–)       | Partido Trabalhista Brasileiro (PTB)           | 1.431 | 4,96 | 1º mandato  |
| 2  | Gustavo Zanette, Guto Zanette (Olímpia, 03.03.1981–)                         | Partido Socialista Brasileiro (PSB)            | 1.334 | 4,62 | 2º mandato  |
| 3  | Dirceu Bertoco (Olímpia, 10.08.1954–)                                        | Partido da República (PR)                      | 1.309 | 4,53 | 2º mandato  |
| 4  | Marco Antônio Parolim de Carvalho, Marcão Coca (Olímpia, 05.10.1956–)        | Partido Popular Socialista (PPS)               | 1.028 | 3,56 | 2º mandato  |
| 5  | Luiz Antônio Moreira Salata (2015-2016) (Olímpia, 25.10.1953–)               | Partido Progressista (PP)                      | 986   | 3,42 | 5º mandato  |
| 6  | Jesus Ferezin (Severínia, 10.10.1943–)                                       | Partido Trabalhista Nacional (PTN)             | 962   | 3,33 | 1º mandato  |
| —  | Izabel Cristina Reale Thereza (1) (5) (São Paulo, 04.10.1959–)               | Partido da República (PR)                      | 914   | 3,17 | 1º mandato  |
| 7  | Alcides Becerra Canhada Júnior, Professor Becerra (Olímpia, 09.08.1968–)     | Partido Democrático Trabalhista (PDT)          | 889   | 3,08 | 1º mandato  |
| —  | Paulo Roberto Poleselli de Souza (2) (Olímpia, 15.05.1966–)                  | Partido da República (PR)                      | 802   | 2,78 | 1º mandato  |
| 8  | Hilário Juliano Ruiz de Oliveira (Olímpia, 05.10.1966–)                      | Partido dos Trabalhadores (PT)                 | 724   | 2,51 | 2º mandato  |
| 9  | Leandro Marcelo dos Santos, da Branca (Olímpia, 18.11.1977–)                 | Partido Social Liberal (PSL)                   | 714   | 2,47 | 1º mandato  |
| 10 | Leonardo Simões, Pastor Leonardo (Bebedouro, 16.11.1978–)                    | Partido Democrático Trabalhista (PDT)          | 627   | 2,17 | 1º mandato  |
| —  | Marco Aurélio Martins Rodrigues, Marcão do Gazeta (4) (Olímpia, 26.09.1971–) | Partido da Social Democracia Brasileira (PSDB) | 591   | 2,05 | 1º mandato  |
| —  | Marco Antônio dos Santos, Marquinhos (3) (Olímpia, 18.06.1973–)              | Partido Social Cristão (PSC)                   | 488   | 1,69 | 1º mandato  |

- (1) O Vereador Dirceu Bertoco (PR), eleito com 1309 votos, se afastou do cargo de edil para assumir a Secretaria de Agricultura, Indústria e Comércio de Olímpia, assumindo sua vaga a 1º suplente da coligação, Izabel Cristina Reale Thereza (PR), que obteve 914 votos nas eleições de 2012.

- (2) O Vereador Gustavo Zanette (PSB), eleito com 1334 votos, se afastou do cargo de edil para assumir a Secretaria de Cultura, Esportes, Turismo e Lazer de Olímpia, assumindo sua vaga o 2º suplente da coligação, Paulo Roberto Poleselli de Souza (PR), que obteve 802 votos nas eleições de 2012.

- (3) Em decisão datada de 30 de maio de 2014, o Vereador Jesus Ferezin (PTN), eleito com 962 votos, teve seus direitos políticos suspensos por ato de improbidade administrativa, que acarretou na perda da função pública, ou seja, cassação do mandato. Em seu lugar, assumiu o 1º suplente da coligação, Marco Antônio dos Santos (PSC), que obteve 488 votos nas eleições municipais.

- (4) Em decisão datada de 30 de maio de 2014, o Vereador Alcides Becerra Canhada Júnior (PSDB), eleito com 889 votos, teve seus direitos políticos suspensos por ato de improbidade administrativa, que acarretou na perda da função pública, ou seja, cassação do mandato. Em seu lugar, assumiu o 1º suplente da coligação, Marco Aurélio Martins Rodrigues (PSDB), que obteve 591 votos nas eleições municipais.

- (5) A Vereadora Izabel Cristina Reale Thereza (PR), que assumiu a vereança após licença do titular, se licenciou do cargo para tratamento de saúde por um período de 60 dias. Em seu lugar, conforme Regimento Interno da Câmara Municipal, assumiu o 3º suplente da coligação, Luiz Antônio Ribeiro (DEM), que obteve 523 votos nas eleições, ficando no cargo de abril a junho de 2014, quando a vereadora retornou ao cargo.

## 15ª Legislatura (2009–2012)
Estes são os vereadores eleitos na eleições de 5 de outubro de 2008:
| Mesa Diretora (2009-2010)                 |                       |                        |                           |
| Nome                                      | Início do mandato     | Fim do mandato         | Cargo                     |
| Hilário Juliano Ruiz de Oliveira (PT)     | 1º de janeiro de 2009 | 31 de dezembro de 2010 | Presidente da Câmara      |
| Rodnei Rogério Fréu Ferezin (PMDB)        | 1º de janeiro de 2009 | 31 de dezembro de 2010 | Vice-presidente da Câmara |
| José Elias Morais (PMDB)                  | 1º de janeiro de 2009 | 31 de dezembro de 2010 | 1º Secretário             |
| Priscila Seno Mathias Netto Foresti (PRB) | 1º de janeiro de 2009 | 31 de dezembro de 2010 | 2ª Secretária             |

|    | Nome                                                                | Partido                                            | Votos | %    | Observações |
| -- | ------------------------------------------------------------------- | -------------------------------------------------- | ----- | ---- | ----------- |
| 1  | Rodnei Rogério Fréu Ferezin (2011-2012) (Olímpia, 18.09.1974–)      | Partido do Movimento Democrático Brasileiro (PMDB) | 2.135 | 7,51 | 1º mandato  |
| 2  | Aguinaldo Moreno, Lele (Olímpia, 03.08.1973–)                       | Democratas (DEM)                                   | 1.661 | 5,84 | 1º mandato  |
| 3  | Hilário Juliano Ruiz de Oliveira (2009-2010) (Olímpia, 05.10.1966–) | Partido dos Trabalhadores (PT)                     | 1.441 | 5,07 | 1º mandato  |
| 4  | Dirceu Bertoco, Bertocão (Olímpia, 10.08.1954–)                     | Partido da República (PR)                          | 1.290 | 4,54 | 1º mandato  |
| 5  | Dr. João Batista Dias Magalhães (Olímpia, 25.09.1954–)              | Partido do Movimento Democrático Brasileiro (PMDB) | 1.241 | 4,36 | 4º mandato  |
| 6  | Priscila Seno Mathias Netto Foresti, Guegue (Olímpia, 08.08.1970–)  | Partido Republicano Brasileiro (PRB)               | 1.165 | 4,10 | 1º mandato  |
| 7  | Humberto José Puttini, Beto Puttini (Olímpia, 13.09.1974–)          | Partido Trabalhista Brasileiro (PTB)               | 1.070 | 3,76 | 1º mandato  |
| 8  | Primo José Álvaro Gerolin (Olímpia, 01.04.1951–)                    | Democratas (DEM)                                   | 1.069 | 3,76 | 1º mandato  |
| 9  | José Elias Morais, Zé das Pedras (Olímpia, 06.06.1961–)             | Partido do Movimento Democrático Brasileiro (PMDB) | 976   | 3,43 | 1º mandato  |
| —  | Eng. Luiz Antônio Moreira Salata(1) (Olímpia, 25.10.1953–)          | Partido Trabalhista Brasileiro (PTB)               | 840   | 2,95 | 4º mandato  |
| 10 | Gustavo Zanette, Guto Zanette (Olímpia, 03.03.1981–)                | Partido Socialista Brasileiro (PSB)                | 568   | 2,00 | 1º mandato  |

- (1) O Vereador Humberto José Puttini se licenciou do cargo para assumir a Secretaria de Cultura, Esportes, Turismo e Lazer do município, assumindo o 1° suplente da coligação, Eng. Luiz Antônio Moreira Salata, que obteve 840 votos nas eleições de 2008.

## Legenda
| cor  | significado          |
| Bege | Presidente da Câmara |
| Azul | Suplente             |